# Письмо из Митанни
Письмо из Митанни, митаннийское письмо — использующееся в историографии название написанного по-хурритски митаннийским царём Тушраттой документа, относящегося к первой половине XIV в. до н. э. Письмо было найдено в 1887 году в Амарне. Первоначально насчитывало 494 строки, полностью или частично сохранилось 466 строк. Текст письма касается дел, связанных с браком Тадухепы, дочери Тушратты, с Аменхотепом III. «Письмо из Митанни» — один из основных источников изучения хурритского языка.

## Изучение
Документ открыт во время раскопок в Тель эль-Амарне в 1887 году вместе с архивами фараонов Аменхотепа III и Эхнатона, содержащие дипломатическую переписку. Из Митанни от царя Тушратты было несколько писем на аккадском языке, который был в то время на Ближнем Востоке языком дипломатии. Исключением был документ, язык которого первоначально не идентифицировали, поэтому его предварительно определили как митаннийский — по названию государства, которым правил автор письма. Название «хурритский» вошло в обиход спустя несколько десятилетий, после открытия документов из Хаттусы, хотя ранее для языка письма Тушратты предлагалось название «субарейский», происходящее от Субарту — вавилонского названия верхней Месопотамии, населённой хурритами. Сам документ был назван «письмом из Митанни».

### Изучение языка
Ещё до того, как в историографию вошло понятие «хурриты», в аккадских текстах было обнаружено присутствие иноязычных слов. В аккадском списке синонимов возле таких слов стояла пометка su (от su-bir4ki «Субарту»). «Письмо из Миттани» опубликовано Гуго Винклером и Людвигом Абелем спустя два года после открытия. В 1890 году Арчибальд Сейс опубликовал результаты исследований несемитских и нешумерских имён собственных и нарицательных, выступающих в аккадских текстах переписки из Амарны и Тунипа. Он исходил из верной предпосылки, что они демонстрируют черты сходства с текстом надписей на скале с озера Ван, и, видимо, принадлежат той же языковой группе (позднее эта группа получила название «хуррито-урартские языки»).
«Письмо из Миттани» изучали Петер Иензен, Рудольф Брюннов, Людвиг Мессершмидт и Фердинанд Борк. Петер Иензен заметил, что в тексте выступают слова, идентичные помеченным знаком su(-bir4ki) из аккадского списка. Свои наблюдения он описал в работе 1891 года. Людвиг Мессершмидт в 1899 году и Арчибальд Сейс год спустя опубликовали анализы одного из аккадских документов и Тунипа, относящегося к амарнскому периоду и содержащего иноязычные глоссы. Учёные отметили их сходство с «субарейскими» словами и отнесли к языку Митанни. В 1906 году Ф. Борк добавил в эту группу многочисленные имена собственные, открытые в старо- и средневавилонских текстах.
Большинство учёных при исследовании текста использовали комбинаторный метод. Текст сравнивали с другими письмами Тушратты, написанными по-аккадски и найденными в Амарне вместе с «письмом из Митанни». Все письма царя Митанни строились по единой схеме, в тексте использовались одинаковые обороты, а содержание касалось похожих дел.

### Переводы
«Письмо из Митанни» под шифром VAT 422 (EA 24) находится в амарнской коллекции Египетского музея в Берлине. С момента открытия документ в зависимости от публикации получал номера WA 27, VS 12, Kn 24. В 1902 году впервые опубликована транскрипция текста, сделанная Й. А. Кнудтзоном, в 1964 году она переиздана. В 1915 клинописную автографию «письма из Митанни» опубликовал Отто Шрёдер в работе Die Tontafelm von El-Amarna и присвоил ему номер 200. Согласно М. Попко, эта копия письма является самой лучшей, хотя Й. Фридрих считал её не слишком хорошей. В 1932 году транскрипция письма была опубликована Й. Фридрихом в работе Kleinasiatische Sprachdenkmäler. В 1982 году Г. Вильхельм разместил фрагменты перевода письма на немецкий язык в своей публикации Grundzüge der Geschichte und Kultur der Hurriter. Десять лет спустя появился перевод на английский, сделанный У. Л. Мораном. В это же время фрагменты польского перевода опубликовал М. Попко в монографии Huryci.

## Исторический контекст
В конце XV века до н. э. Тутмос IV, искавший на Ближнем Востоке союзника, который помогал бы ему контролировать Сирию, наладил политические отношения с Артатамой I, царём Митанни. Они были скреплены женитьбой фараона на царевне Мутемуйе. Союз был выгоден и для Артатамы I, опасавшегося усиления мощи хеттов. Преемники обоих правителей — Аменхотеп III и Тушратта — продолжили политику предшественников. Гарантией хороших отношений были две женитьбы фараона: на митаннийской царевне Гилухепе — сестре Тушратты, а в конце жизни на Тадухепе — дочери царя Митанни. Договоры между обоими государствами предварялись дипломатической перепиской. Вскоре после того, как Тадухепу отправили в Египет, Аменхотеп III умер. Поэтому царевна стала женой Эхнатона.
Незаинтересованность Эхнатона в азиатской политике поспособствовала ослаблению Митанни. Этим воспользовались Ашшур и Хаттуса. Правители обоих городов заключили военный союз против Митанни. Тушратта погиб в конфликте с Суппилулиумой I, а его преемники стали подчиняться хеттским царям.

## Описание документа
Документ написан на глиняной табличке клинописью. Текст поделён на четыре колонки и первоначально содержал 494 строки. За исключением вступительных оборотов по-аккадски, он написан на западном диалекте хурритского языка: текст по-хурритски насчитывал 478 строк, по-аккадски — 16. Большинство фрагментов сообщения сохранилось в хорошем состоянии.
В первой колонке находится 115 строк. 13 строк — с 28 до 40 включительно — полностью испорчены. Во второй колонке — 125 строк, повреждённых 12 — с 37 до 48 включительно. Колонки 3 и 4 находятся на обороте документа. Третья колонка насчитывает 124 строки, несколько сохранилось фрагментарно. В последней колонке находится 127 строк, сохранившихся полностью или частично. После строчки 81 три (возможно, больше) строчки отломились. Всего сохранилось (полностью или частично) 466 строк: 102 в первой колонке, 113 — во второй, 124 — в третьей и 127 — в четвёртой.
Адресатом письма является Аменхотеп III. Письмо касается вопросов брака Тадухепы с Аменхотепом III, упоминает о её приданом (при этом указывается, что в одном из предыдущих писем перечислялись предметы, входящие в приданое Тадухепы) и о построении хороших политических отношений между Египтом и Митанни, содержит информацию на тему обмена послами (указываются имена — египтянин Мани и митанниец Келия) и уверения в дружбе, а также лояльности Митанни по отношению к Египту.